# Linia Niekrasowskaja
Linia Niekrasowskaja (ros. Некрасовская линия) – linia metra moskiewskiego oznaczana numerem 15 i kolorem różowym, mająca 19,6 km długości i 8 stacji. Linia przebiega przez wschodni i południowo-wschodni okręg administracyjny Moskwy od stacji Niekrasowka do stacji Niżegorodskaja. Głównym celem budowy linii Niekrasowskiej była chęć odciążenia linii Tagansko-Krasnopriesnienskiej, która jest najbardziej zatłoczoną trasą moskiewskiego metra.  Na linii kursują ośmiowagonowe pociągi serii 81-765/766/767 „Moskwa” wyprodukowane przez Mietrowagonmasz. Linia obsługiwana jest przez stację techniczno-postojową TCz-20 Rudniowo.
Pierwszy odcinek linii między stacjami Niekrasowka i Kosino otwarto 3 czerwca 2019 roku. 27 marca 2020 roku trasę wydłużono do stacji Lefortowo, a 31 grudnia 2020 oddano przedłużenie do stacji Elektrozawodskaja. 20 lutego 2023 roku trasa linii Niekrasowskiej została skrócona do stacji Niżegorodskaja, a stacje Elektrozawodskaja, Awiamotornaja oraz Lefortowo zostały włączone w skład linii Bolszej Kolcewej.

## Rozwój
| Data            | Odcinek                              | Liczba stacji | Długość  |
| --------------- | ------------------------------------ | ------------- | -------- |
| 3 czerwca 2019  | Niekrasowka — Kosino TCz-20 Rudniowo | 4             | 6,9 km   |
| 27 marca 2020   | Kosino — Lefortowo                   | 6             | 15,1 km  |
| 31 grudnia 2020 | Lefortowo — Elektrozawodskaja        | 1             | 1,3 km   |
| 20 lutego 2023  | Niżegorodskaja — Elektrozawodskaja   | -3            | - 2,7 km |
| Łącznie:        | Łącznie:                             | 8             | 19,6 km  |

## Lista stacji
| # | Nazwa (cyrylica)    | Nazwa (trb. łacińska) | Otwarcie | Możliwe przesiadki (linia)                        | Możliwe przesiadki (stacja) |
| - | ------------------- | --------------------- | -------- | ------------------------------------------------- | --------------------------- |
| 1 | Нижегородская       | Niżegorodskaja        | 2020     | Bolszaja Kolcewaja Moskiewski pierścień centralny | Niżegorodskaja              |
| 2 | Стахановская        | Stachanowskaja        | 2020     | –                                                 | –                           |
| 3 | Окская              | Okskaja               | 2020     | –                                                 | –                           |
| 4 | Юго-Восточная       | Jugo-Wostocznaja      | 2020     | –                                                 | –                           |
| 5 | Косино              | Kosino                | 2019     | Tagansko-Krasnopriesnienskaja                     | Lermontowskij prospiekt     |
| 6 | Улица Дмитриевского | Ulica Dmitrijewskogo  | 2019     | –                                                 | –                           |
| 7 | Лухмановская        | Łuchmanowskaja        | 2019     | –                                                 | –                           |
| 8 | Некрасовка          | Niekrasowka           | 2019     | –                                                 | –                           |